# Raymond Cruz
Raymond Cruz (Los Ángeles, California, 10 de septiembre de 1964) es un actor estadounidense. Cruz es conocido por su papel estelar como el detective Julio Sánchez en la serie The Closer y en su spinoff Major Crimes, y también por su papel recurrente como el narcotraficante Tuco Salamanca en el drama de crimen Breaking Bad, y su serie precuela Better Call Saul.
Es conocido por haber interpretado varios papeles de militar. Sus actuaciones incluyen las películas Peligro inminente (Clear and Present Danger), como Domingo Chavez ("Ding" Chavez), y The Sustitute, como el segundo oficial en comando. En la película La Roca interpreta a un marine estadounidense. 
En From Dusk Till Dawn 2: Texas Blood Money es Jesus, en Alien: Resurrección es el soldado Distephano, y en Alerta máxima (Under Siege) es Ramírez. En la película de pandillas Blood In Blood Out hace el papel de Chuy como miembro de la pandilla los Vatos Locos. También aparece como El Mensajero en Gremlins 2: la nueva generación (Gremlins 2: The New Batch). En la película Training Day es el miembro de la pandilla Sniper.
Ha tenido actuaciones especiales en Star Trek: Deep Space Nine en el episodio The Siege of AR-558, en The X-Files y como matón (thug) en la segunda temporada de la popular serie 24, protagonizada por Kiefer Sutherland.
Tuvo una breve aparición en la serie Nip/Tuck, en dos episodios, el piloto y el cuarto de la décima temporada, en el papel de Alejandro Pérez. 
Cruz ganó popularidad en los últimos años por su papel como el distribuidor de metanfetaminas Tuco Salamanca en Breaking Bad, en 2008 y el spin-off de esta misma serie Better Call Saul (2014). Es actor de reparto de la serie de televisión The Closer y también tiene un papel periódico como "Paco" en My Name Is Earl.
Dentro de las actuaciones reconocidas realizadas por Cruz, está la de la serie Los Americans, en la que participó junto a actores reconocidos como Esai Morales, Lupe Ontiveros, JC Gonzalez, Yvonne DeLaRosa, entre otros. Esta fue una serie que contó con un foco multigeneracional, de una familia de clase media que vivía en Los Ángeles.

## Filmografía

### Películas
| Año  | Título                                   | Rol                        |
| ---- | ---------------------------------------- | -------------------------- |
| 1987 | Maid to Order                            | Sam                        |
| 1988 | Twice Dead                               | Gang member                |
| 1989 | I Know My First Name is Steven           | Punk                       |
| 1990 | Gremlins 2: la nueva generación          | Messenger                  |
| 1991 | Dead Again                               | Store clerk                |
| 1991 | Out For Justice                          | Héctor                     |
| 1992 | Under Siege                              | Ramírez                    |
| 1993 | Blood in, Blood Out                      | Chuy Saavedra              |
| 1994 | Clear and Present Danger                 | Ding Chávez                |
| 1995 | Operation Dumbo Drop                     | Staff Sergeant Adams       |
| 1995 | Dead Badge                               | Tomas Gómez                |
| 1996 | The Substitute                           | Joey Six                   |
| 1996 | La Roca                                  | Sergeant Rojas             |
| 1996 | Up Close and Personal                    | Fernando Buttanda          |
| 1997 | Alien: resurrección                      | Private Vincent Di Stefano |
| 1999 | From Dusk Till Dawn 2: Texas Blood Money | Jesús                      |
| 2001 | Training Day                             | Sniper                     |
| 2002 | Collateral Damage                        | Junior                     |
| 2004 | My Name is Modesty                       | García                     |
| 2005 | Havoc                                    | Chino                      |
| 2015 | Cleveland Abduction                      |                            |
| 2019 | The Curse of La Llorona                  | Curandero                  |
| 2021 | Milagro azul                             | Héctor                     |
| 2023 | Medellín                                 | El Diablo                  |

### Televisión
| Año       | Título                     | Rol                     | Notas                         |
| --------- | -------------------------- | ----------------------- | ----------------------------- |
| 1993      | Murder, She Wrote          | José "Joseph" Galván    | Episodio: Double Jeopardy     |
| 1997      | The X Files                | Eladio Puente           | Episodio: El mundo gira       |
| 1998      | Star Trek: Deep Space Nine | Vargas                  | Episodio: The Siege of AR-558 |
| 2000      | Harsh Realm                | Sgt. Escalante          | 2 episodios                   |
| 2003      | 24                         | Rouse                   | 2 episodios                   |
| 2003–2010 | Nip/Tuck                   | Alejandro Pérez         |                               |
| 2005–2012 | The Closer                 | Detective Julio Sánchez |                               |
| 2005–2008 | My Name is Earl            | Paco                    | 5 episodios                   |
| 2008–2009 | Breaking Bad               | Tuco Salamanca          | 4 episodios                   |
| 2012      | White Collar               | Sheriff Morales         | Episodio: Most Wanted         |
| 2012–2018 | Major Crimes               | Detective Julio Sánchez |                               |
| 2015–2022 | Better Call Saul           | Tuco Salamanca          |                               |